# Lit mineur

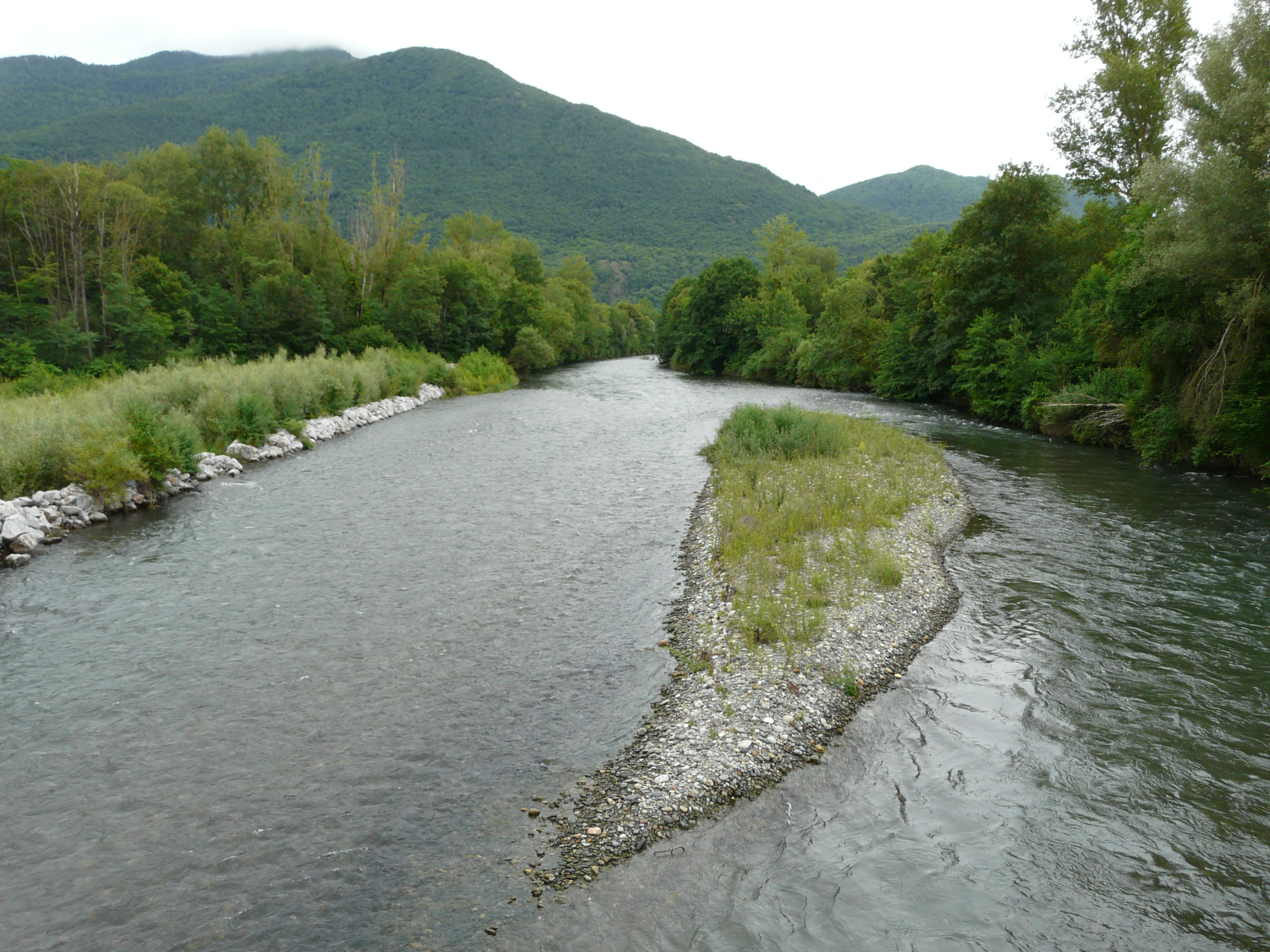
Lit mineur de la Garonne avec berge, ripisylve et petite île.

Le lit mineur ou lit ordinaire est la partie du lit d'un cours d'eau pour des débits compris entre le débit d'étiage et le module (débit moyen inter-annuel calculé sur l'année hydrologique). Il désigne tout l'espace linéaire où l'écoulement s'effectue la majeure partie du temps. La plupart du temps il est délimité par des berges, qui peuvent elles-mêmes être végétalisées par une ripisylve. Sa rugosité est souvent constante sur des tronçons assez longs.
Les crues du cours d'eau font monter l'eau hors de son lit mineur et l'inondation commence seulement à ce moment. Mais c'est dans le lit mineur que la vitesse d'écoulement reste la plus forte.
Les travaux d'aménagement de cours d'eau rectifient souvent le lit mineur et réduisent, parfois considérablement, sa surface.
Au-delà du lit mineur, le lit majeur est l'espace occupé par le cours d'eau lors de ses plus grandes crues.